# Pavel Pekárek
Pavel Pekárek, né le 2 mai 1946, est un ancien joueur et entraîneur de basket-ball tchécoslovaque. 

## Palmarès
- Champion de Tchécoslovaquie 1973, 1975